# Jamie Muhoberac
Jamie Muhoberac es un teclista de sesión con numerosos trabajos reconocidos, incluyendo colaboraciones con artistas de la talla de The All-American Rejects, Fleetwood Mac, The Rolling Stones, Backstreet Boys, Chris Cornell, My Chemical Romance, Paradise Lost o Pet Shop Boys. Ha trabajado a menudo con el productor Trevor Horn para Seal y Rod Stewart.
Recientemente ha trabajado con Avenged Sevenfold, Sum 41, Joe Cocker, Phil Collins, John Mayer,Front Line Assembly, and My Chemical Romance.
Su padre es el músico de sesión Larry Muhoberac, quién trabajó con Barbra Streisand, Neil Diamond, Dean Martin, y Elvis Presley y otros. Su hermano es Parrish Muhoberac, un prominente músico y productor.

## Discografía parcial
- Mike Oldfield: Tubular Bells II (teclados y efectos especiales), 1992
- Seal: Seal, 1994; Human Being, 1998; Togetherland, 2001; Soul 2, 2011
- Rod Stewart: A Spanner in the Works, 1995
- Rolling Stones: Bridges to Babylon, 1997
- Human Nature; Counting Down, 1999
- Paradise Lost: Symbol of Life, 2002 (teclados adicionales)
- Phil Collins: Testify, 2002
- Fleetwood Mac: Say You Will, 2003
- Matt Nathanson: Beneath These Fireworks, 2003
- Front Line Assembly: Civilization (vocalista y teclados), 2004
- The All-American Rejects: Move Along (piano en "Move Along", "Can't Take It", "It Ends Tonight"), 2005
- Backstreet Boys: Never Gone, 2005
- Rent: Selections from the Original Motion Picture Soundtrack, 2005 (teclados, piano, órgano)
- Pet Shop Boys: Fundamental (teclados adicionales, bajo), 2006[3]
- Sum 41: Underclass Hero (teclados adicionales)
- Avenged Sevenfold: Avenged Sevenfold (piano, órgano), 2007
- Chris Cornell: Carry On, 2007
- Kelly Clarkson" All I Ever Wanted (teclados en "I Do Not Hook Up", "Don't Let Me Stop You"), 2009
- Dave Matthews Band: Big Whiskey and the GrooGrux King, 2009
- Biffy Clyro: Only Revolutions, 2009
- John Mayer: Battle Studies (en "Heartbreak Warfare" y "Edge of Desire"), 2009
- My Chemical Romance: The Black Parade, 2006 (teclado); Danger Days: The True Lives of the Fabulous Killjoys, 2010 (teclado)
- Maná: Drama Y Luz (teclados), 2011
- Joe Cocker: Fire It Up (teclados), 2012
- Gerard Way: Hesitant Alien, 2014
- The Offspring: Supercharged(teclados), 2024